# Stelodoryx dubia
Stelodoryx dubia är en svampdjursart som först beskrevs av Burton 1928.  Stelodoryx dubia ingår i släktet Stelodoryx och familjen Myxillidae.
Artens utbredningsområde är Sri Lanka. Inga underarter finns listade i Catalogue of Life.